# Stanislav Kolář
Stanislav Kolář (ur. 31 marca 1912 w Pradze, zm. 6 maja 2003) – czeski tenisista stołowy, reprezentant Czechosłowacji, dwukrotny mistrz świata.
Szesnastokrotnie zdobywał medale mistrzostw świata. Dwukrotnie był mistrzem globu: indywidualnie triumfował w 1936 roku w Pradze, cztery lata wcześniej również w Pradze wygrał w turnieju drużynowym.